# ФК Монпеље
ФК Монпеље (фр. Montpellier Hérault Sport Club) је француски фудбалски клуб из Монпељеа који се такмичи у Првој лиги Француске. Своје утакмице као домаћини играју на де ла Мосон, капацитета 32.900 седећих места.
Клуб је основан 1974. године, под именом Stade Olympique Montpelliérain. Током већег дела историје клуб је играо под овим именом, затим је неколико пута променио име, а од 1989. носи данашње име. ФК Монпеље је један од оснивача Прве лиге Француске. Клуб је 2012. освојио прву титулу у Првој лиги Француске. Поред тога, два пута је освојио национални куп 1929. и 1990, као и Интертото куп 1999.

## Трофеји
- Прва лига Француске: 1

2012.
- Куп Француске: 2

1929, 1990.
- Интертото куп: 1

1999.

## Познати играчи
| - Аљоша Асановић - Ибрахим Бакајоко - Лоран Блан - Ерик Кантона - Лоран Робер |  | - Рожер Мила - Бруно Мартини - Карлос Валдерама - Ненад Џодић |  |

## ФК Монпеље у европским такмичењима
| Сезона   | Такмичење            | Коло          | Екипа               | Резултат           |
| -------- | -------------------- | ------------- | ------------------- | ------------------ |
| 1988/89. | УЕФА Куп             | 1. коло кв.   | Бенфика             | 0:3, 1:3           |
| 1990/91. | Куп победника купова | 1. коло кв.   | ПСВ Ајндховен       | 1:0, 0:0           |
| 1990/91. | Куп победника купова | осмина финала | Стеауа Букурешт     | 5:0, 3:0           |
| 1990/91. | Куп победника купова | четвртфинале  | Манчестер јунајтед  | 1:1, 0:2           |
| 1997.    | Интертото куп        | група         | Гронинген           | 3:0                |
| 1997.    | Интертото куп        | група         | Чукарички Станком   | 3:1                |
| 1997.    | Интертото куп        | група         | Глорија Бистрица    | 2:1                |
| 1997.    | Интертото куп        | група         | Спартак Варна       | 1:1                |
| 1997.    | Интертото куп        | полуфинале    | Келн                | 1:2, 1:0           |
| 1997.    | Интертото куп        | финале        | Олимпик Лион        | 0:1, 2:3           |
| 1999.    | Интертото куп        | 2. коло кв.   | Карабаг Агдам       | 3:0, 6:0           |
| 1999.    | Интертото куп        | 3. коло кв.   | Еспањол             | 2:0, 2:1           |
| 1999.    | Интертото куп        | полуфинале    | Дуизбург            | 1:1, 3:0           |
| 1999.    | Интертото куп        | финале        | Хамбургер           | 1:1, 1:1 (3:0 пен) |
| 1999/00. | УЕФА Куп             | 1. коло       | Црвена звезда       | 1:0, 2:2           |
| 1999/00. | УЕФА Куп             | 2. коло       | Депортиво ла Коруња | 1:3, 0:2           |
| 2010/11. | УЕФА лига Европе     | 3. коло кв.   | Ђер                 | 1:0, 0:1 (3:4 пен) |